# گری برابام
گَری توماس برابهام (انگلیسی: Gary Thomas Brabham؛ زادهٔ ۲۹ مارس ۱۹۶۱ در ویمبلدون، لندن) رانندهٔ سابق مسابقات اتومبیل‌رانی اهل استرالیا است که در فصل ۱۹۹۰ در مجموع در دو گراند پری از مسابقات جهانی فرمول یک شرکت کرد، اما موفق به کسب هیچ امتیازی نشد.